# Tropidoderus
Tropidoderus is een geslacht van Phasmatodea uit de familie Phasmatidae. De wetenschappelijke naam van dit geslacht is voor het eerst geldig gepubliceerd in 1835 door Gray.

## Soorten
Het geslacht Tropidoderus omvat de volgende soorten:
- Tropidoderus childrenii (Gray, 1833)
- Tropidoderus exiguus Redtenbacher, 1908
- Tropidoderus gracilifemur (Sjöstedt, 1918)
- Tropidoderus michaelseni Werner, 1912
- Tropidoderus prasina (Sjöstedt, 1918)
- Tropidoderus rhodomus McCoy, 1882
- Tropidoderus viridis Montrouzier, 1855